# Shohei Takahashi
Shohei Takahashi (高橋 祥平 Takahashi Shohei?), född 27 oktober 1991 i Tokyo prefektur, är en japansk fotbollsspelare.
Takahashi började sin karriär 2009 i Tokyo Verdy. Han spelade 111 ligamatcher för klubben. 2013 flyttade han till Omiya Ardija. Efter Omiya Ardija spelade han för Vissel Kobe och Júbilo Iwata. Han gick tillbaka till Tokyo Verdy 2020.